# Svekrvin jezik
Svekrvin jezik (lat. Dracaena trifasciata, sin. Sansevieria trifasciata), trajnica iz porodice šparogovki porijeklom iz tropske Afrike. Njezini su vernakularni nazivi svekrvin jezik ili zmijski jezik. 
Poznata je kao ukrasna sobna biljka s potencijalom čišćenja zraka od toksina kao što su formaldehid, benzen, ksilen i trikloretilen, no u mjeri koja nema praktičnu vrijednost za upotrebu u kući.

## Opis
Biljka svekrvim jezik je uspravna, širokolisna zimzelena, tropska zeljasta trajnica iz porodice šparogovki (Asparagaceae). Porijeklom je iz središnje Afrike. Epitet vrste znači "ima tri poprečne pruge" i odnosi se na uzorak šarenila na lišću (iako može biti više od tri pruge). Na izvornom staništu cvate zimi, ali kao sobna biljka rijetko cvate. Svekrvin jezik čisti zrak, i pomaže u poboljšanju kvalitete zraka. NASA je 1970-ih otkrila da određene uobičajene sobne biljke prilično učinkovito uklanjaju zagađivače poput formaldehida, benzena i amonijaka iz prostorije, no ne u mjeri koja bi bila značajna u kućnoj upotrebi. Uzgaja se u posudama ali se i koristi za pokrivanje tla u uređenju krajolika interijera. Nema značajnih problema sa kukcima i bolestima (brašnaste stjenice i paukove grinje). Pretjerano zalijevanje može uzrokovati truljenje korijena.

## Sinonimi
- Sansevieria aureovariegata Mottet
- Sansevieria jacquinii N.E.Br.
- Sansevieria laurentii De Wild.
- Sansevieria trifasciata Prain

- D. trifasciata
- D. trifasciata
- D. trifasciata